# ルノワール 陽だまりの裸婦
『ルノワール 陽だまりの裸婦』（ルノワールひだまりのらふ、Renoir）は、2012年のフランスの伝記ドラマ映画。監督はジル・ブルドス、出演はミシェル・ブーケとクリスタ・テレなど。第一次世界大戦期にカーニュ＝シュル＝メールで過ごしていたオーギュスト・ルノワールの最晩年の傑作「浴女たち」の誕生秘話を、彼のひ孫が執筆した伝記をもとに描いている。第65回カンヌ国際映画祭のある視点で上映された。また第86回アカデミー賞の外国語映画賞にはフランス代表作品に選出された。

## ストーリー

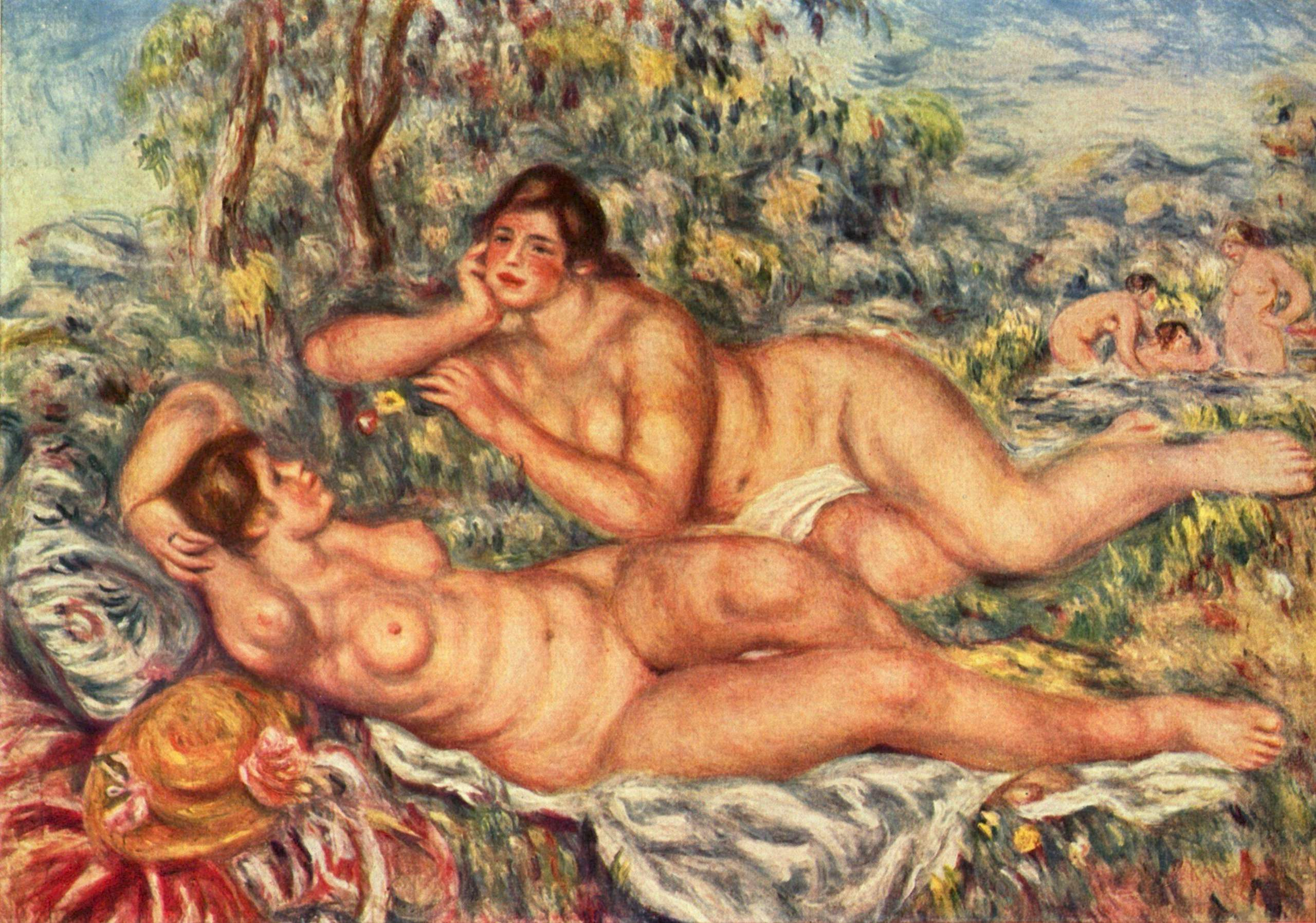
「浴女たち（ニンフ）」1918年-1919年

1915年のコート・ダジュール。印象派の巨匠オーギュスト・ルノワールは、加齢と病により絵筆を持つことすら困難となっていたばかりか、愛する妻に先立たれ、また次男ジャンが戦争で怪我をしたとの報を受けるなど、失意の中にあった。そんなある日、亡くなったはずのルノワール夫人からの依頼で絵のモデルとしてやって来たと言う若く美しい女性アンドレ（デデ）が現れる。彼女の輝くような若さと美しさに創作意欲をかき立てられたルノワールは、彼女をモデルに絵を描き始める。しばらくして次男ジャンが怪我の療養のために帰郷すると、ジャンもまたデデの美しさに惹かれる。父親の仕事を手伝ううちにジャンとデデは愛し合うようになる。映画に興味を持ち始めていたジャンに、女優志望のデデは一緒に映画を撮ろうと持ちかける。高名な父親の庇護の下、これと言った目標もなく生きて来たジャンは思い悩む。しかし、戦友を戦地に残して来た後ろめたさもあり、ジャンは改めて空軍に志願し、戦地に赴くことを決める。ジャンに裏切られた想いのデデはモデルとしての仕事を放棄する。父親にはデデが必要と考えたジャンは、彼女を説得してモデルとして呼び戻すと、家族とデデを残して戦地に向かう。

## キャスト
※括弧内は日本語吹替
- ピエール＝オーギュスト・ルノワール: ミシェル・ブーケ（宝亀克寿） - 高名な画家。
- アンドレ（デデ）: クリスタ・テレ（志田有彩） - ルノワールの絵のモデルとなった女優の卵。
- ジャン・ルノワール: ヴァンサン・ロティエ（英語版）（佐藤拓也） - ルノワールの次男。
- クロード（ココ）・ルノワール: トマ・ドレ（英語版）（鈴木裕斗） - ルノワールの三男。
- ガブリエル・ルナール（英語版）: ロマーヌ・ボーランジェ - ルノワール家の元乳母で元モデル。

### スタッフ
- ギィ・リブ（フランス語版） - 2005年に逮捕された多作家を真似した贋作画家[8]。以後、反省して自作を作り、2012年に公開された映画『ルノワール 陽だまりの裸婦』の絵画制作、技術指導を行った[9][10]。

## 作品の評価
Rotten Tomatoesによれば、批評家の一致した見解は「いみじくも、『ルノワール 陽だまりの裸婦』はテンポの悪さと脚本の薄っぺらさにイライラしながらも、それを補って余りある豪華な美しさのドラマを観る者に提供している。」であり、69件の評論のうち高く評価しているのは72%にあたる50件で、平均して10点満点中6.54点を得ている。
アロシネによれば、フランスの19のメディアによる評価の平均は5点満点中3.4点ある。